# Drăgănești (Prahova)
Drăgănești is een Roemeense gemeente in het district Prahova.
Drăgănești telt 5068 inwoners.